# René Harris
René Reynaldo Harris (* 11. November 1947 in Aiwo; † 5. Juli 2008 in Denigomodu) war ein nauruischer Politiker und viermal Präsident der Republik Nauru. Er war Mitglied des Parlaments für Aiwo von 1977 bis 2008.

## Leben
Harris erhielt seine Ausbildung am Geelong College in Victoria, Australien, wo er Australian Football spielte. Er war nach der Rückkehr als Präsident der Nauru Australian Football Association (NAFA) aktiv und blieb bekennender Unterstützer des Lokalteams Menaida Tigers und sponserte sie früher auch.
Vor seiner Wahl ins Nauruische Parlament arbeitete Harris für die Nauruische Phosphatgesellschaft (NPC) und war Manager der Nauru Pacific Line (NPL). Harris wurde 1978 zum stellvertretenden Sprecher und 1986 zum Sprecher des Parlaments gewählt. 1992 wurde er zum Vorsitzenden des Direktionskomitees der NPC.
1998 wurde Harris der gewaltsamen Befreiung dreier Verwandter aus dem Gefängnis der Nauru Police mit der Hilfe von zwei Komplizen überführt. Ein Korrespondent einer australischen Fernsehanstalt behauptete, dass Harris als Vorsitzender der NPC mehr als 231.000 A$ für Luxusartikel, Ferien und eine Liegenschaft in Melbourne ausgegeben haben soll; Harris besaß eine luxuriöse Penthouse-Suite im 51. Stock des Nauru House in Melbourne.
Harris wurde erstmals nauruischer Präsident am 27. April 1999 und blieb es bis zum 20. April 2000, als Bernard Dowiyogo ihn ersetzte. Jener wurde am 29. März 2001 wiederum von Harris infolge eines Misstrauensvotums verdrängt. Die Situation verkam im Januar 2003 zur Farce, als beide das Präsidentenamt innehatten. Dowiyogo behielt schließlich den Vorsitz, obgleich sein Tod im März 2003 einen weiteren Umlauf der Ungewissheit aufforderte.
Harris wurde zitiert, dass er als Begründung für seine Wiederwahl durch das Nauruische Parlament angab, die Parlamentarier „sahen das Licht nicht“ mit seinem Vorgänger, Ludwig Scotty. Harris durchbrach erfolgreich den völligen Stillstand der Regierung, als er fähig war, 2003 die Gesetzgebung durch das Parlament zu sprechen.

Harris entließ das von Scotty besetzte Kabinett und ernannte seine Anhänger zu Ministern: Derog Gioura wurde Minister für Frauen und Familie, Marcus Stephen Erziehungs- und Finanzminister. Remy Namaduk wurde zum Minister für Entwicklung, Transport und Industrie und Godfrey Thoma zum Justiz- und Fischereiminister ernannt.
Harris erhielt in Melbourne monatlich eine Dialysebehandlung, da er an Diabetes litt. Seine Gesundheit war ihm am wichtigsten, da Diabetes schon das Leben eines seiner politischen Gegner, Bernard Dowiyogo beendete. Im Dezember 2003 kollabierte Harris im nauruischen Parlamentsgebäude und wurde von Kieren Keke wiederbelebt.
Am 22. Juni 2004 wurde Harris in einem Misstrauensvotum vom Parlament abgesetzt, da Kinza Clodumar, Finanzminister unter Harris, gegen ihn stimmte. Clodumars Begründung für den Seitenwechsel war, dass er die von Harris angedrohte Auflösung des Parlaments abwenden wollte. Er wurde von Ludwig Scotty, welcher das Präsidentenamt übernahm, als Zeichen der Anerkennung zum Finanzminister wiederernannt. Kurz vor seiner Abwahl forderte er neben der Auflösung des Parlaments auch Neuwahlen. Nun abgesetzt fürchtete er, die neue Regierung würde das Nauru Detention Centre schließen und somit die einzige Einnahmequelle des Staates unterbinden, was zum Bankrott des Staates führen könnte. Bis Februar 2008 wurden beide Lager geschlossen.
Harris’ Forderung nach Neuwahlen wurde schließlich erfüllt: Scotty löste das Parlament Ende September 2004 auf. Bei den vorgezogenen Parlamentswahlen am 23. Oktober 2004 wurde Harris zwar wiedergewählt, verlor jedoch sieben seiner Oppositionsgruppe; nur Lyn Adam wurde noch wiedergewählt. Vier Tage nach den Wahlen attackierte er die Wahlbeobachter vom Pacific Islands Forum und nannte sie „Idioten“, da sie die Wahlen als fair und frei beurteilt hatten. Harris meinte, mehrere Stimmen sollen von der Regierung gekauft worden sein.
Harris war ebenfalls in den nauruischen Wirtschaftsapparat eingebunden, namentlich in der Nauruischen Phosphatgesellschaft und in der Nauru Pacific Line.

Seine Regierung ist verantwortlich für das Nauru Detention Centre, die Gehäuse der afghanischen Asylanten auf der Insel sowie für den Beitritt Naurus zur UN und für die volle Mitgliedschaft im Commonwealth. Harris wurde von der nauruischen Oppositionspartei (Naoero Amo) und der internationalen Gemeinschaft für Korruption und Menschenrechtsverletzungen kritisiert. Im Parlament wurde er oft von Kinza Clodumar und dessen informeller Partei Centre Party (Nauruische Zentrumspartei) unterstützt.
Im August 2007 wurde er zwar ins Parlament wiedergewählt, seine Fraktion bestand jedoch nur noch aus drei Mitgliedern. Nach einer monatelangen politischen Krise mit Machtkämpfen zwischen zwei Regierungsgruppen wurde Harris in erneuten Neuwahlen im April 2008 nicht mehr wiedergewählt. Im Juni 2008 erlag seine Frau einem Krebsleiden; am 4. Juli 2008 erlitt er selbst einen Herzinfarkt und starb an dessen Folgen am folgenden Morgen im Spital von Denigomodu. Noch am selben Tag wurde er mit einem Staatsbegräbnis beigesetzt.